# Olibrus norvegicus
Olibrus norvegicus is een keversoort uit de familie glanzende bloemkevers (Phalacridae). De wetenschappelijke naam van de soort werd in 1901 gepubliceerd door Münster.